# Fajsz (keresztnév)
A Fajsz régi magyar személynév. Általában Árpád fejedelem egyik unokájának, az Árpádot követő második nagyfejedelemnek a nevével, és a jelentését a faló, falánk szóval azonosítják. Újabb feltevés szerint azonban a név ismeretlen eredetű, a fejedelem neve pedig Feli, Felicsi lehetett, ami a fél szóból származik, és a jelentése (ember)társ.

## Gyakorisága
Az 1990-es években szórványos név, a 2000-es években nem szerepel a 100 leggyakoribb férfinév között.

## Névnapok
ajánlott névnapok
- augusztus 23.
- szeptember 1.
- október 31.